# ティレーノ〜アドリアティコ2005
ティレーノ〜アドリアティコ2005は、ティレーノ〜アドリアティコの40回目の開催。2005年3月9日から15日まで行われ、オスカル・フレイレが優勝した。

## 日程
| 区間 | 月日 | スタート － ゴール                                  | km    | 区間1位                    | 区間2位                | 区間3位                | 総合1位                  |
| ---- | ---- | --------------------------------------------------- | ----- | -------------------------- | ---------------------- | ---------------------- | ------------------------ |
| 1    | 3/9  | チヴィタヴェッキア - チヴィタヴェッキア             | 160   | アレッサンドロ・ペタッキ   | ベルンハルト・アイゼル | ロビー・マキュアン     | アレッサンドロ・ペタッキ |
| 2    | 3/10 | チヴィタヴェッキア - ティヴォリ                     | 181   | オスカル・フレイレ         | アンヘル・ビシオソ     | ローラン・ブロシャール | オスカル・フレイレ       |
| 3    | 3/11 | ティボリ - トッリチェッラ                           | 228   | オスカル・フレイレ         | ローラン・ブロシャール | ダニーロ・ホンド       | オスカル・フレイレ       |
| 4    | 3/12 | テーラモ - セルヴィリアーノ                         | 160   | オスカル・フレイレ         | ダニーロ・ホンド       | ファブリツィオ・ギディ | オスカル・フレイレ       |
| 5    | 3/13 | サルターラ - サルターラ                             | 170.4 | セルヴァイス・クナーヴェン | アンドレア・ペロン     | パヴェル・パドルノス   | オスカル・フレイレ       |
| 6    | 3/14 | チヴィタノーヴァ・マルケ - チヴィタノーヴァ・マルケ | 164   | アレッサンドロ・ペタッキ   | オスカル・フレイレ     | ロビー・マキュアン     | オスカル・フレイレ       |
| 7    | 3/15 | サン・ベネデット・デル・トロント                    | 164   | アレッサンドロ・ペタッキ   | マリオ・チポッリーニ   | ダニーロ・ホンド       | オスカル・フレイレ       |

## 総合成績
|    | 選手名                   | チーム                     | 時間           |
| -- | ------------------------ | -------------------------- | -------------- |
| 1  | オスカル・フレイレ       | ラボバンク                 | 32時間37分19秒 |
| 2  | アレッサンドロ・ペタッキ | ファッサ・ボルトロ         | + 9秒          |
| 3  | ファブリツィオ・ギディ   | フォナック                 | +25秒          |
| 4  | ダニーロ・ホンド         | ゲロルシュタイナー         | 同             |
| 5  | ローラン・ブロシャール   | ブイグ・テレコム           | + 33秒         |
| 6  | ジョージ・ヒンカピー     | ディスカバリー・チャンネル | + 36秒         |
| 7  | アンヘル・ビシオソ       | リベルティ・セグロス       | + 37秒         |
| 8  | マルクス・ツベルク       | ゲロルシュタイナー         | + 40秒         |
| 9  | パトリス・アルガン       | クレディ・アグリコル       | 同             |
| 10 | アンドレアス・クリール   | T-モバイル                 | + 42秒         |

- ダニーロ・ホンドは後日、ドーピング違反により順位剥奪となった。